# Kurt Mende

Kurt Mende

Kurt Mende (* 10. Oktober 1907 in Auerbach/Vogtl.; † 16. Juli 1944 in Samulino, Lettische SSR) war ein deutscher Politiker (NSDAP) und SA-Führer. 

## Leben und Wirken

### Kaiserreich und Weimarer Republik
Von 1914 bis 1922 besuchte Mende die Volksschule. Sein Vater kam 1915 im Ersten Weltkrieg ums Leben. Seine Mutter war zu dieser Zeit in einer Munitionsfabrik beschäftigt. 
Anfang der 1920er Jahre zog Mende mit seiner Mutter, vier Brüdern und einer Schwester in die Paul-Singer-Straße in Berlin, wo die Mutter in einem Keller eine kleine Wäscherei und Plätterei betrieb. Mende kam nach der Schule als Lehrling in eine Gärtnerei in Falkenrade bei Ketzin. Von 1926 bis 1930 arbeitete er als Gärtner bei der Baumschule Späth, Ketzin und Berlin-Baumschulenweg.
Zum 26. November 1927 schloss Mende sich der NSDAP (Mitgliedsnummer 71.237) und im selben Jahr der SA an. Im September 1928 gründete er zusammen mit anderen die NSDAP-Ortsgruppe Ketzin und stellte dort die erste Sturmabteilung der Ortschaft auf. Später siedelte er nach Berlin über, wo er Scharführer im SA-Sturm 1 wurde, dem unter anderem auch Richard Fiedler angehörte.
1929 wurde Mende nach einem Propagandaabend im Petri Gemeindehaus im Zusammenhang mit dem Volksbegehren gegen den Young-Plan auf der Straße bei einer Auseinandersetzung der SA mit Kommunisten durch einen Bauchschuss schwer verletzt, worauf unter anderem Joseph Goebbels aufmerksam wurde. 
Von 1930 bis 1931 war Mende als Transportarbeiter tätig. Um 1930 verzog  er mit seiner Familie nach Heinersdorf in Nord-Berlin, um Auseinandersetzungen mit der marxistischen Nachbarschaft in der Singer-Straße aus dem Weg zu gehen. Bis 1933 war Mende arbeitslos. 
In den frühen 1930er Jahren führte Mende in der Berliner SA dann den Sturm 77, der aus seiner alten Schar hervorgegangen war.

### Zeit des Nationalsozialismus
Vom 6. August 1933 bis zum 29. Januar 1936 führte Mende die SA-Standarte 12 der SA-Gruppe Berlin-Brandenburg, der auch zwei seiner Brüder angehörten. In dieser Funktion übernahm er 1933 auch das alte Pankower Amtsgerichtsgefängnis, in dem er das Karl-Ernst-Haus als Standartenhaus einrichtete, wo mehr als hundert erwerbslose SA-Leute untergebracht wurden. 
Vom 30. Januar 1936 bis zum 31. Juli 1943 führte Mende dann die SA-Standarte 4 der Berliner SA. In dieser Stellung wurde er 1937 zum SA-Oberführer befördert. Zum 1. August 1943 wurde er zum Leiter der Personalabteilung der SA-Gruppe Berlin-Brandenburg ernannt. 
Seit 1933 war Mende außerdem Bezirksverordneter in Berlin-Pankow und ab 1935 Stadtverordneter in Berlin. Nach Beginn des Zweiten Weltkrieges leistete er Militärdienst.
Am 6. März 1942 wurde Mende Mitglied des Nationalsozialistischen Reichstages, als Ersatzmann für den im Krieg umgekommenen Abgeordneten Moritz Kraut. Er vertrat im Reichstag den Wahlkreis 3 (Berlin Ost) bis zu seinem Tod im Juli 1944.

## Beförderungen
- 1. Juli 1932 SA-Sturmbannführer (Führerbefehl der Obersten SA-Führung Nr. II)
- 6. August 1933: SA-Obersturmbannführer
- 9. November 1933: SA-Standartenführer (Führerbefehl der Obersten SA-Führung Nr. 19)
- 9. November 1937: SA-Oberführer (Führerbefehl der Obersten SA-Führung Nr. 57)

## Nachlass
Im Bundesarchiv haben sich Personalunterlagen zu Mende erhalten. So befinden sich im ehemaligen Berlin Document Center eine Akte mit Parteikorrespondenz und eine SA-Personalakte (SA-Mikrofilm 44-B, Bilder 391–396).